# داون لين
داون لين (بالإنجليزية: Dawn Lyn)‏ هي ممثلة أمريكية، ولدت في 11 يناير 1963 بلوس أنجلوس في الولايات المتحدة.

## أعمال

### مسلسلات
- أبنائي الثلاثة

## وصلات خارجية
- داون لين على موقع IMDb (الإنجليزية)
- داون لين على موقع إن إن دي بي (الإنجليزية)
- داون لين على موقع قاعدة بيانات الفيلم (الإنجليزية)